# Parque Natural Municipal das Dunas de Sabiaguaba
O Parque Natural Municipal das Dunas de Sabiaguaba é uma unidade de conservação ambiental localizada em Fortaleza, Brasil.
Mantida pela Prefeitura Municipal de Fortaleza, possui 478 hectares de extensão. A unidade abrange áreas de manguezal, faixas de praia e tabuleiros costeiros.